# William D. Bloxham
William Dunnington Bloxham, född  9 juli 1835 i Leon County, Floridaterritoriet, död 15 mars 1911 i Tallahassee, Florida, var en amerikansk politiker. Han var guvernör i delstaten Florida 1881-1885 och 1897-1901. Före guvernörstiden var han länge plantageägare i Leon County.
Bloxham studerade vid The College of William & Mary. Han stödde James Buchanan i presidentvalet i USA 1856. Han deltog i amerikanska inbördeskriget i Amerikas konfedererade staters armé.
Bloxham var en av de ledande demokraterna i Florida efter inbördeskriget. Han motsatte sig nordstaternas ockupation under Rekonstruktionstiden. Han var elektor för Horatio Seymour i presidentvalet i USA 1868. Bloxham var demokraternas viceguvernörskandidat år 1870. Han fick flest röster enligt de preliminära resultaten men tillräckligt med röster underkändes för att republikanen Samuel T. Day kunde förklaras som segrare. Bloxham överklagade till Floridas högsta domstol och krävde omräkning av rösterna. Domstolen avgjorde år 1872 att Bloxham hade valts till viceguvernör men i det skedet var det för sent för honom att sköta den enda uppgiften som hörde till ämbetet, att fungera som talman i delstatens senat, i och med att senatens sista session under Bloxhams mandatperiod redan hade avslutats.
Bloxham förlorade guvernörsvalet 1872 mot Ossian B. Hart. Han var delstatens statssekreterare (Florida Secretary of State) 1877-1880. Han efterträdde 1881 George Franklin Drew som guvernör. Han efterträddes fyra år senare av Edward A. Perry.
Bloxham vann guvernörsvalet 1896 och efterträdde Henry L. Mitchell som guvernör i januari 1897. Under Bloxhams andra mandatperiod som guvernör stödde Florida ekonomiskt den federala regeringens insats i spansk-amerikanska kriget.
Bloxhams grav finns på Saint Johns Episcopal Church Cemetery i Tallahassee.